# فيرجيل مونتيانو
فيرجيل مونتيانو (بالرومانية: Virgil Munteanu)‏ هو مصارع هاوي روماني، ولد في 10 يوليو 1988 في دروبيتا تورنو سيفيرين في رومانيا.

## وصلات خارجية
- فيرجيل مونتيانو على موقع قاعدة بيانات المصارعة الدولية (الإنجليزية)
- فيرجيل مونتيانو على موقع أوليمبيديا (الإنجليزية)